# سانت اميليون
سانت اميليون 
نطق فرنسي: [sɛ̃t‿e.mil.jɔ̃]، جاسكون:(سينت ميليون) هي بلدية في قسم جيروند في نوفيل-آكيتن في جنوب غرب فرنسا. كان عدد سكانها 1938 نسمة في عام 2016.
في قلب بلد ليبورني (المنطقة المحيطة بـ ليبورني)، في منطقة تلال النبيذ، تعد سانت اميليون مدينة من العصور الوسطى تقع عند مفترق طرق بوردو وساينتونج وبيريغورد.

## التاريخ
يعود تاريخ سانت اميليون إلى عصر ما قبل التاريخ. مدينة سانت اميليون هي أحد مواقع التراث العالمي لليونسكو، مع كنائس وأطلال رومانية رائعة تمتد على طول الشوارع المنحدرة والضيقة.
زرع الرومان الكروم في ما كانت ستصبح سانت إميليون في وقت مبكر من القرن الثاني. في القرن الرابع أشاد الشاعر اللاتيني أوسونيوس بثمار الكرمة الوفيرة.
تمت إعادة تسمية سانت اميليون، والتي كانت تعرف باسم أسكومباس  على اسم الراهب اميليون (المتوف 767 )، المعترف المتجول، الذي استقر في منسك منحوت في الصخر في القرن الثامن. بدأ الرهبان الذين تبعوه في إنتاج النبيذ التجاري في المنطقة.

## جغرافيا
تقع سانت اميليون 35 كيلومتر (22 ميل) شمال شرق بوردو، بين ليبورن وكاستيون لا باتاي.

## مشاهد
- الكنيسة الرومانية
- كنيسة متجانسة منحوتة من جرف من الحجر الجيري

## نبيذ
سانت اميليون هي واحدة من مناطق النبيذ الأحمر الرئيسية في بوردو إلى جانب ميدوك وجريفز وبوميرول. المنطقة أصغر بكثير من ميدوك وة بوميرول المجاورة. كما هو الحال في بوميرول والتسميات الأخرى على الضفة اليمنى من جيروند، فإن أصناف العنب الأساسية المستخدمة هي ميرلوت وكابيرنت فرنك، مع استخدام كميات صغيرة نسبيًا من كابيرنت ساوفيجنون في بعض القصور.

لم يتم تضمين نبيذ سانت اميليون في تصنيف بوردو لعام 1855 . تم إجراء أول تصنيف رسمي في سانت اميليون في عام 1955. على عكس تصنيف 1855، تتم مراجعته بانتظام. 
منظر بانورامي لسانت اميليون، يوليو 2016
منظر بانورامي لسانت اميليون، أغسطس 2012

## مهرجان سانت اميليون للجاز
تستضيف سانت اميليون مهرجان الجاز في نهاية شهر يوليو، منذ 2012.

## شخصيات
- مارغريت إيلي جواديت

## روابط خارجية
- الموقع الرسمي
- الموقع الإلكتروني لمكتب السياحة في سان إميليون
- التصوير الجوي لمنطقة سان إيميليون وأكيتاين
- مدينة النبيذ الفرنسية التي تعاني من ضائقة مالية سانت إيميليون تبيع النصب التاريخي آر إف آي إنجلش